# 普意雅
普意雅（1862年—1930年9月）法国人，曾任中国平汉铁路全路总工程师，也是摄影家。

## 生平
普意雅1862年生于法国，是法国国立中央工艺学院工程师。1898年受清朝政府聘请，来中国测绘中国铁路沿线地图，后任平汉铁路北段总工程师。1906年升任平汉铁路全路总工程师，任至1927年卸任。
1917年5月，作为中国政府顾问，普意雅在给北京都市营造局呈拟的意见书中，阐述了京都市政待办的大工程，其中一些建议获得采纳。1917年7月汛期，普意雅在勘测京汉铁路沿线期间，撰写了《水灾善后问题》，由同事华南圭译为中文在报刊上发表。
普意雅曾编绘《中华民国国有铁路沿线地图》，其中有多幅北京地图、北京四郊地图。普意雅还绘制过北京东交民巷使馆分布图、京师华商电灯股份有限公司拟从西便门到石景山新厂接修线杆图。1927年辞去平汉铁路全路总工程师职务后，又在1928年绘制出京兆地方分县图、新测实用北平都市全图、北平附近地图等等。
普意雅收藏有同时期以北京为主、以平汉铁路沿线地区为次的地方社会生活照片。这批照片大部分拍摄于1900年至1910年间，少部分为此后至1930年代以前拍摄。
1930年9月，普意雅在北平（今北京）病逝，享年68岁。
普意雅逝世后，其遗孀朱德蓉于1932年10月将其拍摄和收藏的上述照片资料及其他文图资料捐赠给国立北平图书馆（即今中国国家图书馆）。国立北平图书馆为此举办接受赠书仪式，袁同礼馆长代表国立北平图书馆接受赠书。1933年3月，国立北平图书馆举办普意雅所赠图书展示会，袁同礼馆长及胡适、翁文灏、朱德蓉、法国驻华公使等三百多人出席。

## 著作
- 《北京及其附近》（1924年）[1]

## 家庭
- 妻：朱德蓉（1885年10月25日—？）。清末民初，普意雅在今北京与比他小20岁的中国广州知识女性朱德蓉结婚[1]。